# Последний секрет Мастера
«После́дний секре́т Ма́стера» — телесериал (26 серий) совместного российско-китайского производства в жанре комедийного боевика, вышедший в 2010 году.

## Сюжет
Простой деревенский парень Фёдор Караваев настолько увлёкся восточными боевыми единоборствам, что его жена, недовольная тем, что он забыл о повседневных делах, выгоняет Фёдора из дома. Главный герой продаёт оставшийся у него старый автомобиль «Жигули» и отправляется учиться боевым искусствам в Китай. Там состоялось его знакомство с учителем-кунфуистом — Ли Данем, после чего сюжет разворачивается, и через некоторое время герой начинает поиск сокровищ, ключ к которым скрыт в рукописи Тургенева.

## В ролях
- Виктор Логинов — Фёдор Караваев
- Татьяна Абрамова — Варвара Караваева, жена Фёдора
- Надежда Горелова — Нина, капитан милиции
- Егор Пазенко — «Баян», вор
- Фёдор Добронравов — Иван, сосед Фёдора
- Марина Орлова — Лена
- Александр Шелудько — Нейман, историк, охотник за рукописью
- Геннадий Венгеров — «Царь», авторитет
- Борис Миронов — Шерхан, начальник охраны «Царя»
- Алексей Агрызков — Тусклый, охранник «Царя»
- Ольга Иволгина — Моника, телохранитель «Царя»
- Витас — камео
- Татьяна Полежайкина — Наталья Огнева, певица
- Лю Цань — Вэй Пин, мастер кунгфу, офицер Интерпола
- Джордан Чэн — Ли Даню, мастер кунгфу, фокусник
- Лэй Му — Ли Ху, мастер кунгфу, вор
- Вань Ниэнь — Е-Юй, торговка на московском рынке
- Сергей Пинчук — Пустовей, майор милиции
- Андрей Исаев — Сергей Трофимов, директор интерната (камео)
- Михаил Шмаков — председатель федерации кикбоксинга (камео)

## Съёмочная группа
- Режиссёр-постановщик:
  - Дмитрий Сорокин
  - Ю Сяоган
- Постановщик трюков: Юань Бяо
- Операторы:
  - Павел Сергеев
  - Иван Широков
  - Ли Гуанцюнь
  - Цзэн Цзюньхуэй
  - Е Маолян
  - Хуан Цзунвэнь
  - Хуэй Сян
- Ассистенты операторов:
  - Валентин Шубин
  - Артём Панфилов
- Композитор: Виктор Чайка /Сигал/
- Продюсеры:
  - Сергей Дудко
  - Ян Цюнь
- Реквизиторы:
  - Ван Цяньу
  - Лян Фаньсинь
- Технический директор: Тимур Байков
- Директор съёмочной группы: Ольга Рощина
- Режиссёр монтажа: Светлана Бронникова